# Humberto Albiñana
Humberto Albiñana (Córdoba, Argentina, 9 de junio de 1989) es un futbolista argentino. Juega de delantero.

## Clubes
| Club                                | País      | Año         |
| ----------------------------------- | --------- | ----------- |
| Racing de Córdoba                   | Argentina | 2008 - 2011 |
| Complejo Deportivo Teniente Origone | Argentina | 2011 - 2012 |
| Asociación Atlética Estudiantes     | Argentina | 2012        |
| San Luis de Quillota                | Chile     | 2013        |
| Racing de Córdoba                   | Argentina | 2013 - 2014 |